# David Johansen
David Roger Johansen (Nova Iorque, 9 de janeiro de 1950 – Nova Iorque, 28 de fevereiro de 2025) foi um cantor, compositor e ator norte-americano, amplamente reconhecido como o vocalista principal da icônica banda de protopunk New York Dolls. Também ficou conhecido por seu trabalho sob o pseudônimo Buster Poindexter e por interpretar o Fantasma do Natal Passado no filme Scrooged (1988).

## Primeiros anos
David Roger Johansen nasceu no bairro de Staten Island, em Nova Iorque, filho de Helen, uma bibliotecária, e de seu pai, um representante de vendas de seguros que havia cantado ópera no passado. Sua mãe era irlandesa-americana e seu pai, norueguês-americano.

## Carreira
David começou sua carreira no final dos anos 60 como cantor principal na banda local de Staten Island "The Vagabond Misssionaries" e mais tarde no começo dos anos 70 como cantor e compositor na banda New York Dolls. Os Dolls lançaram somente dois álbuns de estúdio, seu primeiro disco autointitulado (1973), e Too Much Too Soon (1974). A maioria do material foi escrito por David e pelo guitarrista Johnny Thunders. Os Dolls eram alvo da crítica com uma espécie de culto, mas eles terminaram e falharam comercialmente talvez por estar à frente de seu tempo, tanto que sua música e imagem foi grande influência para o movimento punk no final dos anos 70. Thunders e Nolan deixaram a banda em 1975, David Johansen e Sylvain Sylvain seguiram como New York Dolls até 1976, com os músicos substitutos Chris Robison (teclado), Peter Jordan (guitarra) e Tony Machine (bateria). No final de 1976, David embarcou em sua carreira solo, com os seus dois primeiros discos, David Johansen e In Style. Seu antigo companheiro de banda, Sylvain Sylvain frequentemente tocava junto com ele, e sua banda fazia alguns covers dos Dolls nos shows. Seu discos ao vivo, Live It Up e The David Johansen Group Live documentaram a reputação de Johansen com excelentes performances em shows. Os lançamentos de estúdio Here Comes the Night (que inclui um cover de Heart of Gold) e mostra também sua força como compositor de material novo, conta com o convidado Jay McNeely conhecido músico de jazz. Algumas músicas de "Here Comes the Night" foram co-escritas por Blondie Chaplin.
No final dos anos 80, sob o pseudônimo "Buster Poindexter", acompanhado pela banda The Uptown Horns, lançou canções misturando jazz, lounge music e calypso. Apareceu como parte da banda da casa do programa de televisão Saturday Night Live. Como Poindexter, o cantor conseguiu seu primeiro hit com a música "hot hot hot", que David chamou de "destruição da minha existência" em uma entrevista feita pelo programa de rádio "National Public Radio's Fresh Air".
Atuou em alguns filmes durante as décadas de 1980 e 1990, e fez uma breve participação no seriado de drama Oz, da HBO. Johansen também apareceu na série de TV The Adventures of Pete & Pete, no episódio "On golden Pete", no qual fez o papel de um guarda florestal. Entre todos, o seu papel mais proeminente foi o de fantasma do Natal passado no filme Scrooged (1988) e do personagem "Looney" no filme Let it Ride (1989). Johansen participou do filme Car 54, Where Are You, e também pode ser visto no documentário Searching for the Wrong Eyed Jesus, de Jim White, no qual faz uma versão de "Last Kind Words" de Geeshie Wiley. Além desses papéis, o músico contracenou com Mick Jagger e Emilio Estevez no filme Freejack (1992).
David então se rendeu ao country blues com sua banda de apoio "The Harry Smiths". A banda recebeu este nome em tributo à Harry Everett Smith, que compilou a antologia da música folk americana. Em seguida fez turnês com uma versão reformada do New York Dolls. Pelo grande sucesso da turnê eles lançaram em 2006 o disco "One Day It Will Please Us to Remember Even This", o primeiro álbum em aproximadamente 30 anos, e em 2009 lançaram mais um disco com a nova formação "Cause I Sez So". David Johansen tem um programa semanal na rádio via satélite "Sirus".
Johansen contribuiu com músicas para trilhas sonoras para os filmes Times Square e O Aviador ("Flowers of the City" e "Ain't Cha Glad" respectivamente), e aparece como convidado no disco "About Them Shoes" do veterano do blues Hubert Sumlin.

## Morte
Johansen morreu em 28 de fevereiro de 2025, aos 75 anos, em Staten Island, Nova Iorque.

## Discografia solo
- David Johansen (1978)

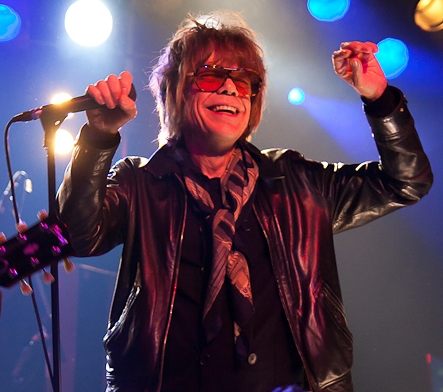
Johansen em 2011

- The David Johansen Group Live (1978)
- In Style (1979)
- Here Comes the Night (1981)
- Live It Up (1982)
- Sweet Revenge (1984)
- Buster Poindexter (1987)
- Buster Goes Berserk (1989)
- Buster's Happy Hour (1994)
- Buster's Spanish Rocketship (1997)
- David Johansen and the Harry Smiths (2000)
- Shaker (2002)

### Compilações
- Stay Awake: Various Interpretations of Music from Vintage Disney Films (1988), as "Buster Poindexter and The Banshees of Soul"
- Stormy Weather: The Music of Harold Arlen (2003) - "Kickin' the Gong Around"
- Jim White Presents Music From Searching for the Wrong-Eyed Jesus (2005) - "The Last Kind Words", com Larry Saltzman (Geechie Wiley cover)

## Outras leituras
- Jacobson, Mark (2002), «The Icon: Doll Face», New York Magazine.
- Rosen, Richard J. (2000), «Rick Visits . . . David Johansen», Stereophile.
- Rollins, Henry (Set 2006), «David Johansen», Interview.
- Steven Morrissey - The New York Dolls, Babylon Books, Manchester, 1981